# Phygadeuon strigosus
Phygadeuon strigosus là một loài tò vò trong họ Ichneumonidae.